# Aktivraum
Als Aktivraum bezeichnet man in Geographie und Politikwissenschaft diejenigen Teilräume von – insbesondere, aber nicht ausschließlich – Entwicklungsländern, in denen ein überproportional hoher Anteil der volkswirtschaftlichen Aktivitäten und der Wertschöpfung konzentriert und von/in denen am ehesten Impulse zu einer weitergehenden Entwicklung des Staates zu erwarten sind. Diese Räume werden heute auch als Wachstums- bzw. Entwicklungspole bezeichnet.
Regionen/Staaten mit unterdurchschnittlicher Entwicklung und Wirtschaftskraft werden hingegen Passivräume (bzw., in neueren fachwissenschaftlichen Arbeiten, „Gebiete mit hohem Marginalitätsgrad“) genannt. In der dritten Welt gibt es daher meist starke Migrationsbewegungen von den Passiv- in die Aktivräume.
Sachlicher Hintergrund ist die Feststellung, dass in vielen Dritte-Welt-Ländern auch in der postkolonialen Ära erhebliche räumliche Disparitäten zwischen den (in der Regel wenigen) „modernen Zentren“ und den zahlreichen „traditionellen peripheren Gebieten“ (oder Passivräumen) mit einer außerordentlich unausgewogenen Verteilung ökonomischer und infrastruktureller Fazilitäten, politischer Machtbildung und Partizipation sowie sozialer Möglichkeiten bestehen (Johan Galtung), die sich tendenziell sogar vergrößern (Gunnar Myrdal).
Am Beispiel Indonesiens kann dieses ungleichmäßige Wachstum (unbalanced growth) quantitativ veranschaulicht werden:
Die Insel Java als Aktivraum des Landes macht nur 6,9 % der gesamten Staatsfläche aus, verfügte bereits Ende der 1970er Jahre aber über …
- 59 % der Bevölkerung
- 52 % der ausländischen Investitionen
- 78 % der gewerblichen Betriebe mit 86 % der gewerblich Beschäftigten
- 71 % des Kfz-Bestandes
- die mit Abstand beste Ärzte-Einwohner-Relation

Es lässt sich hier wie in vergleichbaren Ländern darüber hinaus feststellen, dass es auch innerhalb dieses Aktivraums regionale Disparitäten gibt: das eigentliche „Zentrum im Zentrum“ ist die Metropolregion Jakarta.
Dabei führt die (tatsächliche oder vermeintliche) Attraktivität dieser Zentren zu einer sich selbst verstärkenden Sogwirkung (Pull-Faktoren), die der ohnehin schon unterversorgten (Push-Faktoren) Peripherie noch mehr Entwicklungspotential entzieht (backwash effects), gleichzeitig durch die massive Zuwanderung in die Ballungszentren dort aber auch zu einer wachsenden Konzentration insbesondere sozialer (Slumbildung, Kriminalität, Schattenwirtschaft, Verstärkung der informellen Wirtschaft u. ä.) und ökologischer Probleme führt.
Beispiele für solche Aktivräume sind die Megastädte Kairo, Rio de Janeiro, Mexiko-Stadt oder Mumbai und ihr jeweiliges Umland (Agglomeration).